# Профайлър
„Профайлър“ (на английски: Profiler) е американски криминален сериал. В него се разказва историята на криминален профайлър, работещ в Атланта, Джорджия.
През първите три сезона (1996 – 1999) главната героиня, доктор Саманта Уотърс, се играе от Али Уокър. В последния сезон тя е сменена с Джейми Лунър. През 1998 Кейтлин Уочс е сменена с Евън Рейчъл Уд за ролята на дъщерята на Саманта. До края на шоуто остават актьорите Робърт Дейви, Рома Мафия, Питър Фрешет, Ерика Гимпъл и Джулиан Макмеън.
Главният герой на „Профайлър“ е подобен на този от сериала „Милениум“, създаден от Крис Картър. Различни сериали от този тип започват през 1996 – 1997 година.
Вселената на „Профайлър“ е една и съща с тази на сериала „Хамелеонът“, излъчван по същото време. Той разказва историята на двама профайлъри, за всеки от които има специални епизоди.

## Сюжет
Внимание:  Текстът по-долу разкрива сюжета на произведението (или части от него)!
Доктор Саманта „Сам“ Уотърс (Али Уокър) е съдебен психолог от Violent Crimes Task Force (VCTF) (в превод: Отдел за тежки престъпления), Атланта, Джорджия. Тя е „профайлър“ – човек, който има възможността да погледне през очите на престъпника и да открие престъпните му намерения. Години преди това съпругът ѝ е убит от мъж, наричан Джак Всемогъщия (Денис Кристофър). Сам участва в елитен екип заедно с ментора си Бейли Малоун (Робърт Дейви), детектив Джон Грант (Джулиан Макмеън), компютърния хакер Джордж Фрейли (Питър Фрешет) и съдебния патолог Грейс Алварес (Рома Мафия). Тя живее в бивша пожарна станция, охранявана денонощно, със седемгодишната си дъщеря Клои Уотърс (Кейтлин Уочс) и с най-добрата си приятелка Ейнджъл Браун (Ерика Гимпъл), която е художничка.
Други по-важни герои са детективът и бивш адвокат Нейтън Брубейкър (Майкъл Уоли), който играе през целия първи сезон, агентът от ФБР Маркъс Пейтън (Шиек Махмуд-Бей), който играе през втори сезон и е скептичен към методите на Сам, както и бомбеният експерт от ATF Ник Купър (Адолфо Мартинес), играещ през първите два сезона и влюбен в Сам, по-късно убит от Джак. През първите два сезона се появява и Франсис Малоун (Хедър МакКомб), дъщерята на Бейли Малоун. Трейси Лордс играе буйната бивша затворничка Шарън Лешър, станала сериен убиец под името Джил Всемогъщата, след като е вербувана от Джак.
В трети сезон VCTF най-накрая хваща Джак, чието истинско име е разкрито – Доналд Лукас (Марк Ролстън). Тогава Саманта и дъщеря ѝ (вече играна от Евън Рейчъл Уд) напускат приличащата на крепост пожарна и се местят в оградена къща в покрайнините на Атланта. Сам изживява малък романс с адвоката Пол Стърлинг (Джон Мийс), който води делото срещу Доналд Лукас, докато Сам преговаря с биологичния си баща, Уолтър Андерсън (Лорънс Пресман), който има някаква връзка с Доналд Лукас.
В четвърти сезон, след като най-сетне спира Джак, Саманта напуска VCTF и на нейно място идва бившата инструкторка от ФБР Рейчъл Бърк (Джейми Лунър), която също притежава уменията на Сам за профайлър. Но, за разлика от нея, Рейчъл взема нещата много на сериозно и това настройва враждебно някои от членовете на екипа. Тя трябва и да се справя със своя опасен за себе си брат Дани, който умира от свръхдоза наркотици към края на[сезона. По-късно в сезона се появява нов злодей – обвитата в сянка градска легенда Деймиън Кенасъс.

## Списък с епизоди
| N/o            | Име                            |
| -------------- | ------------------------------ |
| Първи сезон    |                                |
| 1              | Insight                        |
| 2              | Ring of Fire                   |
| 3              | Unholy Alliance                |
| 4              | I'll Be Watching You           |
| 5              | Unsoiled Sovereignty           |
| 6              | Modus Operandi                 |
| 7              | Night Dreams                   |
| 8              | Cruel and Unusual              |
| 9              | The Sorcerer's Apprentice      |
| 10             | Shattered Silence              |
| 11             | Doppelganger                   |
| 12             | Learning from the Masters      |
| 13             | The House That Jack Built      |
| 14             | Shadow of Angels, Part 1       |
| 15             | Shadow of Angels, Part 2       |
| 16             | Film at Eleven                 |
| 17             | Crisis                         |
| 18             | Blue Highway                   |
| 19             | FTX: Field Training Exercise   |
| 20             | Into the Abyss                 |
| 21             | Venom, Part 1                  |
| 22             | Venom, Part 2                  |
| Втори сезон    |                                |
| 23             | Ambition in the Blood          |
| 24             | Primal Scream                  |
| 25             | It Cuts Both Ways              |
| 26             | Second Best                    |
| 27             | Power Corrupts                 |
| 28             | Old Acquaintance               |
| 29             | Jack Be Nimble, Jack Be Quick  |
| 30             | Victims of Victims             |
| 31             | Birthright                     |
| 32             | Dying to Live                  |
| 33             | Ties That Bind                 |
| 34             | Shoot to Kill                  |
| 35             | Bloodlust                      |
| 36             | Every Five Minutes             |
| 37             | Breaking Point                 |
| 38             | Lethal Obsession               |
| 39             | Cycle of Violence              |
| 40             | Die Beautiful                  |
| 41             | The Root of All Evil, Part 1   |
| 42             | The Root of All Evil, Part 2   |
| Трети сезон    |                                |
| 43             | Coronation                     |
| 44             | Cravings                       |
| 45             | Do the Right Thing             |
| 46             | Double Vision                  |
| 47             | The Sum of Her Parts           |
| 48             | The Monster Within             |
| 49             | Perfect Helen                  |
| 50             | Home for the Homicide          |
| 51             | All in the Family              |
| 52             | Ceremony of Innocence          |
| 53             | Where or When                  |
| 54             | Inheritance                    |
| 55             | Heads, You Lose                |
| 56             | Otis, California               |
| 57             | Spree of Love                  |
| 58             | Burnt Offerings                |
| 59             | Three Carat Crisis             |
| 60             | Seduction                      |
| 61             | Grand Master                   |
| 62             | Las Brisas                     |
| 63             | What's Love Got to Do with It? |
| Четвърти сезон |                                |
| 64             | Reunion: Part 1                |
| 65             | Reunion: Part 2                |
| 66             | Blind Eye                      |
| 67             | Old Ghosts                     |
| 68             | Infidelity                     |
| 69             | To Serve and Protect           |
| 70             | Original Sin                   |
| 71             | Train Man                      |
| 72             | Quid Pro Quo                   |
| 73             | Clean Sweep                    |
| 74             | Random Act                     |
| 75             | Besieged                       |
| 76             | Proteus                        |
| 77             | Paradise Lost                  |
| 78             | The Long Way Home              |
| 79             | House of Cards                 |
| 80             | Mea Culpa                      |
| 81             | Pianissimo                     |
| 82             | On Your Marks                  |
| 83             | Tsuris                         |

## Издания на DVD
| Име            | Епизоди | Дата на пускане     |
| -------------- | ------- | ------------------- |
| Първи сезон    | 22      | 29 юли 2003 г.      |
| Втори сезон    | 20      | 25 ноември 2003 г.  |
| Трети сезон    | 21      | 27 април 2004 г.    |
| Четвърти сезон | 20      | 26 октомври 2004 г. |

## „Профайлър“ в България
В България сериалът е излъчван за пръв път по кабелна телевизия със субтитри.
По-късно е излъчен по Канал 1 с дублаж на български.
Няколко години по-късно повторения с нов дублаж са излъчвани по Диема 2. В дублажа участват Мариан Бачев и Александър Воронов.
Излъчван е повторно и по AXN Crime със субтитри.